# Ткаченко, Владимир Николаевич
Владимир Николаевич Ткаченко (род. 11 марта 1953, Витебск) — советский и белорусский музыкант, гитарист, аранжировщик. Заслуженный артист Республики Беларусь (1997).

## Биография
Родился в музыкальной семье. Отец, военный лётчик, самостоятельно освоил мандолину и семиструнную гитару и руководил в своей части ансамблем народных инструментов, старшая сестра посещала музыкальную школу по классу баяна. Сам Владимир окончил музыкальную школу № 1 Витебска по классу скрипки.
В 1968 году поступил в Витебское музыкальное училище, которое окончил в 1972 году.
В 1973 году поступил в Белорусскую государственную консерваторию им. Луначарского.
В 1978 году, после окончания консерватории, был приглашен в ансамбль «Песняры» как гитарист, скрипач и аранжировщик, входил (по определению основателя ансамбля Владимира Мулявина) в его «золотой состав». В «Песнярах» работал до 1985 года, затем работал в вокально-инструментальном ансамбле минского ресторана «Каменный цветок».
С 1986 года преподавал игру на гитаре в Минском институте культуры на эстрадном отделении, одновременно работал гитаристом и аранжировщиком в Государственном концертном оркестре Республики Беларусь под управлением Михаила Финберга. Российский гитарист Дмитрий Малолетов, учившийся у Ткаченко в Минском институте культуры, называет его основателем школы двуручного тэппинга. В дальнейшем сотрудничал с оркестром композитора Дмитрия Метлицкого «DM-Orchestra»..
В 1997 году Владимиру Ткаченко было присвоено почётное звание «Заслуженный артист Республики Беларусь»..

## Дискография
Владимир Ткаченко — автор многих произведений крупной формы, а также пьес, переложений и обработок для гитары.
- Симфония «Битлз» (1996 год)
- Симфония «Песняры» (1999 год)
- Джазовая сюита в трёх частях (на белорусские темы) (1986 год)
- «Samba Israel» (по мотивам еврейской народной песни) 1987 год
- Джазовая композиция «Smoke on the Water» (по мотивам одноимённой композиции «Deep Purple») (1988 год)
- «Белая Русь» — фантазия для камерного оркестра (2003 год)

За время работы в Государственном концертном оркестре Республики Беларусь Владимир Ткаченко сделал более 1000 аранжировок. Кроме этого записал два мюзикла:
- «Мэри Поппинс»
- «Золушка»